# New Market (Alabama)
New Market is een plaats (census-designated place) in de Amerikaanse staat Alabama, en valt bestuurlijk gezien onder Madison County.

## Demografie
Bij de volkstelling in 2000 werd het aantal inwoners vastgesteld op 1864.

## Geografie
Volgens het United States Census Bureau beslaat de plaats een oppervlakte van
44,5 km², geheel bestaande uit land. New Market ligt op ongeveer 232 m boven zeeniveau.

## Plaatsen in de nabije omgeving
De onderstaande figuur toont de plaatsen in een straal van 32 km rond New Market.